# Eurocopa de fútbol sala de 1999
El Campeonato Europeo de Fútbol Sala de la UEFA de 1999 tuvo lugar entre el 22 y el 28 de febrero en España. Fue la segunda edición de este campeonato europeo regulado de los equipos nacionales de fútbol sala.
Rusia consiguió su primera corona continental, tras vencer en la final a España por 3-3.

## Países Participantes
| Bélgica | Países Bajos | Croacia | Rusia | España | Italia | Portugal | Yugoslavia |
| ------- | ------------ | ------- | ----- | ------ | ------ | -------- | ---------- |

## Organización

### Sede
El torneo se disputó en la ciudad de Granada, en el Palacio Municipal de Deportes, con capacidad para 7.500 espectadores.
| Pabellón  | Palacio Municipal de Deportes |
| --------- | ----------------------------- |
| Ciudad    | Granada                       |
| Capacidad | 7,500                         |

## Fase de grupos

### Grupo A
| Equipo       | Pts | PJ | PG | PE | PP | GF | GC | Dif |
| ------------ | --- | -- | -- | -- | -- | -- | -- | --- |
| España       | 9   | 3  | 3  | 0  | 0  | 11 | 3  | +8  |
| Países Bajos | 4   | 3  | 1  | 1  | 1  | 10 | 7  | +3  |
| Croacia      | 3   | 3  | 1  | 0  | 2  | 8  | 14 | -6  |
| Yugoslavia   | 1   | 3  | 0  | 1  | 2  | 5  | 10 | -5  |

##### Resultados
| 22 de febrero de 1999 | Croacia                                  | 4 – 3 | RF Yugoslavia                            | Palacio de Deportes, Granada, España |  |
|                       | Martić 2' · Jelovčić 25' 34' · Eklić 26' |       | Vujović 5' · Ćetković 7' · Vignjević 38' |                                      |  |

| 22 de febrero de 1999 | España                          | 3 – 1 | Países Bajos      | Palacio de Deportes, Granada, España |  |
|                       | Ferreira 23' · Llorente 34' 39' |       | Langenhuijsen 31' |                                      |  |

| 23 de febrero de 1999 | Países Bajos | 1 – 1 | RF Yugoslavia | Palacio de Deportes, Granada, España |  |
|                       | Lettinck 16' |       | Pržulj 21'    |                                      |  |

| 23 de febrero de 1999 | España                             | 3 – 1 | Croacia       | Palacio de Deportes, Granada, España |  |
|                       | Llorente 5' · Joan 23' · Santi 31' |       | Malvasija 35' |                                      |  |

| 25 de febrero de 1999 | Países Bajos                                                                                   | 8 – 3 | Croacia                               | Palacio de Deportes, Granada, España |  |
|                       | Zeelig 3' 32' · Lettinck 5' · Frankfort 7' · Langenhuijsen 8' 14' · Van Dijk 9' · Grünholz 35' |       | Grdović 6' · Huskić 36' · Tomičić 37' |                                      |  |

| 25 de febrero de 1999 | RF Yugoslavia | 1 – 5 | España                                                | Palacio de Deportes, Granada, España |  |
|                       | Pržulj 35'    |       | Pato 24' · Llorente 26' 29' · Riquer 32' · Cobeta 37' |                                      |  |

### Grupo B
| Equipo   | Pts | PJ | PG | PE | PP | GF | GC | Dif |
| -------- | --- | -- | -- | -- | -- | -- | -- | --- |
| Rusia    | 7   | 3  | 2  | 1  | 0  | 11 | 5  | +6  |
| Italia   | 5   | 3  | 1  | 2  | 0  | 8  | 6  | +2  |
| Portugal | 2   | 3  | 0  | 2  | 1  | 4  | 6  | -2  |
| Bélgica  | 1   | 3  | 0  | 1  | 2  | 1  | 7  | -6  |

##### Resultados
| 22 de febrero de 1999 | Bélgica | 0 – 0 | Portugal | Palacio de Deportes, Granada, España |  |
|                       |         |       |          | Asistencia: 700 espectadores         |  |

| 22 de febrero de 1999 | Rusia                         | 3 – 3 | Italia                                 | Palacio de Deportes, Granada, España |  |
|                       | Gorine 13' · Eremenko 19' 35' |       | Caleca 35' · Quattrini 36' · Rubei 39' |                                      |  |

| 23 de febrero de 1999 | Italia                                   | 3 – 3 | Portugal                   | Palacio de Deportes, Granada, España |  |
|                       | Veronesi 15' · Rubei 25' · Quattrini 32' |       | Nelito 10' 26' · André 36' |                                      |  |

| 23 de febrero de 1999 | Rusia                                                       | 5 – 1 | Bélgica     | Palacio de Deportes, Granada, España |  |
|                       | Belyi 17' · Agafonov 28' · Eremenko 37' 40' · Alekberov 37' |       | Gessner 26' |                                      |  |

| 25 de febrero de 1999 | Portugal   | 1 – 3 | Rusia                         | Palacio de Deportes, Granada, España |  |
|                       | Zezito 30' |       | Eremenko 9' 23' · Tkachuk 12' |                                      |  |

| 25 de febrero de 1999 | Italia               | 2 – 0 | Bélgica | Palacio de Deportes, Granada, España |  |
|                       | Rubei 13' · Roma 37' |       |         |                                      |  |

## Fase Final

### Semifinales
| 26 de febrero de 1999 | Rusia                                                                                        | 9 – 6   | Países Bajos                                           | Palacio de Deportes, Granada, España |  |
|                       | - Gorine 2' - Eremenko 5', 36', 36', 39' - Markin 15', 22' - Alekberov 21' - Verizhnikov 26' | Reporte | - Grünholz 16', 34' - Langenhujisen 17', 32', 38', 40' |                                      |  |

| 1999-02-26 | España                                 | 3 – 1   | Italia        | Palacio de Deportes, Granada, España |  |
|            | - Joan 3', 26' - Ferreira De Araujo 5' | Reporte | - Franzoi 22' |                                      |  |

### Tercer puesto
| 28 de febrero de 1999 | Países Bajos | 0 – 3   | Italia                              | Palacio de Deportes, Granada, España |  |
|                       |              | Reporte | - Caleca 13' - Roma 20' - Rubei 36' |                                      |  |

### Final
| 28 de febrero de 1999 | Rusia                                         | 3 – 3 (4 – 2 p.)           | España                               | Palacio de Deportes, Granada, España |  |
|                       | - Belyi 27' - Alekberov 33' - Eremenko 34'    | Reporte                    | - Lorente 8', 35' - Javi Sánchez 34' |                                      |  |
|                       |                                               | Tiros desde el punto penal |                                      |                                      |  |
|                       | - Gorine - Verizhnikov - Alekberov - Eremenko |                            | - Ferreira De Araujo - Mena          |                                      |  |

## Campeón
| Rusia         |
| Campeón Rusia |
| Primer título |

### Medallero
|       |        |        |
| Rusia | España | Italia |

### Clasificación general
| 1. Rusia        |
| 2. España       |
| 3. Italia       |
| 4. Países Bajos |
| 5. Croacia      |
| 6. Portugal     |
| 7. Yugoslavia   |
| 8. Bélgica      |

### Tabla Estadística Eurocopa 1999
|   | Equipo     | Pts | PJ | PG | PE | PP | GF | GC | Dif | Rend   |
| - | ---------- | --- | -- | -- | -- | -- | -- | -- | --- | ------ |
| 1 | Rusia      | 11  | 5  | 3  | 2  | 0  | 23 | 14 | +9  | 73,3%  |
| 2 | España     | 13  | 5  | 4  | 1  | 0  | 17 | 7  | +10 | 86,67% |
| 3 | Italia     | 8   | 5  | 2  | 2  | 1  | 12 | 9  | +3  | 53.33% |
| 4 | Holanda    | 4   | 5  | 1  | 1  | 3  | 16 | 19 | -3  | 26,67% |
| 5 | Croacia    | 3   | 4  | 1  | 0  | 3  | 10 | 15 | -5  | 25%    |
| 6 | Portugal   | 1   | 3  | 0  | 1  | 2  | 5  | 8  | -3  | 11,1%  |
| 5 | Yugoslavia | 3   | 4  | 1  | 0  | 3  | 10 | 15 | -5  | 25%    |
| 6 | Bélgica    | 1   | 3  | 0  | 1  | 2  | 5  | 8  | -3  | 11,1%  |